# Condado de Douglas (Illinois)
O Condado de Douglas é um dos 102 condados do Estado americano de Illinois. A sede do condado é Tuscola, e sua maior cidade é Tuscola. O condado possui uma área de 1 081 km² (dos quais 1 km² estão cobertos por água), uma população de 19 922 habitantes, e uma densidade populacional de 18 hab/km² (segundo o censo nacional de 2000). O condado foi fundado em 8 de fevereiro de 1859.